# DVD-D
DVD-D, còn được gọi là DVD dùng một lần, là một loại đĩa đa năng kỹ thuật số/đĩa video kỹ thuật số được thiết kế để sử dụng trong tối đa 48 giờ sau khi sử dụng lần đầu tiên. Sau thời gian này, các đĩa DVD này trở nên không thể đọc được đối với đầu DVD vì chúng chứa một chất hóa học mà sau một khoảng thời gian nhất định, sẽ ngăn không cho các ổ DVD đọc các dữ liệu cơ bản.  Bản thân phương tiện này là một cách để bảo vệ chống sao chép và không yêu cầu phải cài đặt thêm các loại ứng dụng Quản lý bản quyền kỹ thuật số (DRM) để nội dung có thể truy cập được. Công nghệ được sử dụng cho DVD-D khác với công nghệ dành cho DVD dùng một lần trước đó. DVD-D có một chỗ chứa ở khu vực trung tâm của đĩa chứa các chất hóa học. Khi đĩa quay lần đầu tiên, các tác nhân hóa học chuyển động và tiếp xúc với lớp phản xạ của đĩa. Sau khoảng 48 giờ, lớp phản xạ trở nên không thể đọc được vì tia laser không thể phản xạ trên các lớp quang học.